# Møn Kommune
Møn Kommune i Storstrøms Amt blev dannet i 1968, 2 år før kommunalreformen i 1970. Ved strukturreformen i 2007 blev den indlemmet i Vordingborg Kommune sammen med Langebæk Kommune og Præstø Kommune.

## Stege Købstad
Stege var Møns eneste købstad. Det begreb mistede sin betydning ved kommunalreformen. Fra 1968 til 1970 havde Møn Kommune Marstal-status, dvs. købstadlignende, men den deltog i amtskommunens økonomiske fællesskab.
Stege købstad var siden 1800-tallet omgivet af to sognekommuner: landsognet og landdistriktet:

### Landsognet
Stege købstads landsogn omfattede tre områder øst og vest for købstaden samt syd for Stege Nor. I landsognet fandtes den lille ø Lindholm, det tidligere færgeleje Koster, flyvepladsen Kostervig og Rødkilde Højskole samt bebyggelserne Tjørnemarke, Lendemarke, Bissinge, Lille Bissinge, Neble, Tøvelde,  Svensmarke, Udby og Hovedskov.

### Landdistriktet
Stege købstads landdistrikt omfattede dels halvøen Ulvshale med den lille ø Tyreholm, dels de tilstødende områder ved det nedlagte Hegnede Teglværk og ved Fællesskov Strand. Landdistriktet havde fælles fattigvæsen og alderdomsunderstøttelse med købstaden, men fungerede ellers som en selvstændig kommune. 

### Nyord
I 1846 blev Nyord Kirke indviet. Ved denne lejlighed blev det nuværende Nyord Sogn udskilt fra Stege Landsogn, og Nyord blev også en selvstændig kommune. 

## Stege købstads landsogn
I 1962 blev Nyord og landdistriktet indlemmet i landsognet:
| Kommune                     | Folketal november 1960 |  |
| --------------------------- | ---------------------- |  |
| Stege købstads landsogn     | 2.643                  |  |
| Stege købstads landdistrikt | 151                    |  |
| Nyord                       | 165                    |  |
| I alt                       | 2.959                  |  |

## Møn Kommune
Møn Kommune blev oprettet i 1968, hvor 7 sognekommuner frivilligt blev lagt sammen med Stege købstad og dens landsogn: 
| Kommune                 | Folketal september 1965 | Byer           |
| ----------------------- | ----------------------- | -------------- |
| Stege købstad           | 2.590                   | Stege          |
| Stege købstads landsogn | 2.866                   |                |
| Bogø                    | 978                     | Bogø By        |
| Borre                   | 959                     | Borre          |
| Damsholte               | 1.441                   |                |
| Elmelunde               | 708                     |                |
| Fanefjord               | 1.877                   | Store Damme    |
| Keldby                  | 836                     |                |
| Magleby                 | 1.177                   | Klintholm Havn |
| I alt                   | 13.432                  |                |

## Sogne
Møn Kommune bestod af følgende sogne, alle fra Mønbo Herred:
- Bogø Sogn
- Borre Sogn
- Damsholte Sogn
- Elmelunde Sogn
- Fanefjord Sogn
- Keldby Sogn
- Magleby Sogn
- Nyord Sogn
- Stege Sogn

Alle disse sogne havde siden 1803 hørt til Præstø Amt. Det gjaldt også Bogø Sogn (med Farø), der dog i retslig henseende havde været knyttet til Falster i 1860-1966.
Også på det kirkelige område førte kommunalreformen til ændringer. Hidtil havde de mønske sogne hørt til Bårse og Mønbo herreders Provsti, men fra 1972 indgik de i et nyoprettet Stege-Vordingborg Provsti. Bogø, der også kirkeligt adskilte sig fra de andre sogne, havde hørt til forskellige falsterske provstier og indgik først fra 1978 i Stege-Vordingborg Provsti.

## Borgmestre[3]
| Periode   | Navn                     | Parti             |
| --------- | ------------------------ | ----------------- |
| 1970-1982 | Hother Nielsen           | Socialdemokratiet |
| 1982-1992 | Verner Rasmussen         | Venstre           |
| 1992-1998 | Knud Larsen              | Venstre           |
| 1998-2002 | Birgitte Steen Jørgensen | Radikale Venstre  |
| 2002-2006 | Knud Larsen              | Venstre           |